# Swingjugend
De Swingjugend was een groep jonge jazz- en swingliefhebbers in Duitsland in de jaren 1930, voornamelijk in Hamburg (in de wijk Sankt Pauli) en Berlijn. Ze bestonden voornamelijk uit 14- tot 18-jarige scholieren. Zij streefden naar een Britse en Amerikaanse levensstijl en voelden zich vooral aangesproken door de muziek uit die landen, wat indruiste tegen de nationaalsocialistische leer. De Swingjugend zette zich af tegen het militarisme en vooral tegen de Hitlerjugend, de jeugdorganisatie van de nationaalsocialisten.
Tijdens het naziregime (1933-1945) werden Duitse jongeren aangemoedigd om zich bij de Hitlerjugend aan te sluiten. Deze organisatie zette jongeren aan om volksdansen te leren en naar Duitse muziek te luisteren in plaats van naar de in de ogen van de nazi's 'gedegenereerde negermuziek' uit Amerika, die vaak werd uitgevoerd door zwarte of joodse muzikanten.
De Swingjugend onderscheidde zich niet alleen door muziek, maar ook door kleding en een eigen jargon dat doorspekt was met anglicismen. De jongeren droegen vaak lang haar, hoeden en paraplu's. Ze organiseerden muziekfestivals, wedstrijden en nodigden jazzbands uit. Hoewel de swingjongeren in principe apolitiek waren, bespotten ze tijdens deze gelegenheden de nazi's, het leger en de Hitlerjugend, bijvoorbeeld door elkaar te begroeten met Swing Heil! in plaats van Sieg Heil!. Toen grotere bijeenkomsten verboden werden, ontmoetten de jongeren elkaar in discotheken en huiskamers.
Vanaf 1941 nam de onderdrukking van de Swingjugend aanzienlijk toe. Bezoek aan dancings was voortaan verboden voor jongeren onder 21 jaar. Op 18 augustus 1941 werden 300 swingjongeren opgepakt. Hun leiders werden naar concentratiekampen gestuurd; gewone leden kwamen onder streng toezicht te staan.
In 1993 kwam onder de titel Swing Kids een film uit over de Swingjugend, geregisseerd door Thomas Carter.